# Udo Gelhausen
Udo Gelhausen (* 5. Juli 1956 in Cochem) ist ein ehemaliger deutscher Kugelstoßer.

## Sportliche Erfolge
1982 wurde er Siebter bei den Leichtathletik-Halleneuropameisterschaften in Mailand und scheiterte bei den Leichtathletik-Europameisterschaften in Athen in der Qualifikation.
1986 wurde er Siebter bei den Halleneuropameisterschaften in Madrid und Achter bei den Europameisterschaften in Stuttgart.
Im Jahr darauf wurde er Siebter bei den Leichtathletik-Hallenweltmeisterschaften 1987 in Indianapolis und schied bei den Leichtathletik-Weltmeisterschaften in Rom in der Vorrunde aus.
1982 wurde er Deutscher Meister, 1983, 1986 und 1987 Deutscher Vizemeister. In der Halle holte er dreimal den nationalen Titel (1984, 1985, 1987) und wurde viermal Vizemeister (1982, 1983, 1986, 1988).
Udo Gelhausen startete für die LG Bayer Leverkusen.
Persönliche Bestleistungen
- Kugelstoßen: 20,74 m, 22. August 1987, Bonn
  - Halle: 20,13 m, 11. Januar 1987, Düsseldorf
- Diskuswurf: 56,30 m, 21. September 1985, Wuppertal